# Яковидис, Агафонас
Агафонас Яковидис (греч. Αγάθωνας Ιακωβίδης; 2 января 1955, Эвангелизмос — 5 августа 2020, Салоники) — греческий певец и исполнитель народных песен, который совместно с группой Koza Mostra представил Грецию на конкурсе песни «Евровидение-2013» с композицией «Alcohol Is Free».

## Биография
Агафонас Яковидис родился в 1955 году в деревне Эвангелизмос. Его родители были беженцами из Малой Азии. Агафонас был самоучкой и профессионально заниматься музыкой начал в 1973 году. В 1977 Агафонс создает музыкальную группу Rebetiko Band of Thessaloniki, вместе с которой записывает два альбома, играет в магазинах и даёт концерты. В 1981 исполнитель решает переехать в Афины. Яковидис преимущественно играл музыку в народном стиле ребетика. В 80-х он становится более известным за пределами Греции, выступая на территории Европы и США. Также Агафонс сотрудничал с такими видными представителями жанра, как Костас Пападопулос (Κώστας Παπαδόπουλος), Джордж Корос (Γιώργος Κόρος), Василис Сукас (Βασίλης Σούκας), Лазарос Куталидис (Λάζαρος Κουταλίδης), Никос Филиппидис (Νίκος Φιλιππίδης) и Никос Хацопулос (Νίκος Χατζόπουλος). С 1987 года жил и работал в Салониках.
Его дискография включает в себя лишь музыкальные композиции, исполненные в стиле ребетика. Он сочинил множество популярных песен этого жанра, а также выступал со старинными, неизвестными большой публике песнями, которые имелись в его богатом архиве.
В мае 2013 года Яковидис вместе с фолк-рок-группой Koza Mostra представил Грецию на европейском музыкальном конкурсе «Евровидение-2013» с песней «Alcohol Is Free» (с англ. «Бесплатный алкоголь»), где вышел в финал и занял 6-е место.
Умер 5 августа 2020 года от сердечного приступа во сне.